# Cyrtandra montigena
Cyrtandra montigena är en tvåhjärtbladig växtart som beskrevs av Rudolf Schlechter. Cyrtandra montigena ingår i släktet Cyrtandra och familjen Gesneriaceae. Inga underarter finns listade i Catalogue of Life.